# Golden Bears de la Californie
Les Golden Bears de la Californie (en anglais : California Golden Bears) sont un club omnisports universitaire de l'université de Californie à Berkeley.
Les équipes sportives des Golden Bears participent aux compétitions universitaires organisées par la National Collegiate Athletic Association. California était membre de la Pacific-12 Conference ainsi que de la Mountain Pacific Sports Federation pour quelques sports. Depuis 2024, les Golden Bears ont rejoint l'Atlantic Coast Conference
L'université possède 30 programmes sportifs dont un en rugby à XV même si ce sport n'est pas pris en compte par la NCAA. Au total, California a remporté 66 titres nationaux dans 16 disciplines (13 par les hommes et 3 par les femmes).

## Sports représentés
| Hommes (13)                                 | Femmes (15)       |
| ------------------------------------------- | ----------------- |
| Athlétisme †                                | Athlétisme †      |
| Aviron                                      | Aviron            |
| Baseball                                    |                   |
| Basketball                                  | Basketball        |
|                                             | Beach volley      |
| Cross country                               | Cross country     |
| Football (soccer)                           | Football (soccer) |
| Football américain                          |                   |
| Golf                                        | Golf              |
| Gymnastique                                 | Gymnastique       |
| Rugby                                       | Hockey sur gazon  |
|                                             | Lacrosse          |
| Natation/Plongeon                           | Natation/Plongeon |
|                                             | Softball          |
| Tennis                                      | Tennis            |
|                                             | Volley-ball       |
| Water polo                                  | Water- polo       |
| † – Athlétisme en salle et/ou en plein air. |                   |

## Football américain
La plus fameuse équipe des Golden Bears est celle de football américain.
Après l'année universitaire 2023-2024, California rejoindra l'Atlantic Coast Conference.

### Descriptif avant la saison 2024
- Couleurs :   (bleu et or)

- Dirigeants :
  - Directeur sportif : Jim Knowlton (en)
  - Entraîneur principal : Justin Wilcox (en), 8e saison, bilan : 36 - 43  (45,6%)

- Stade

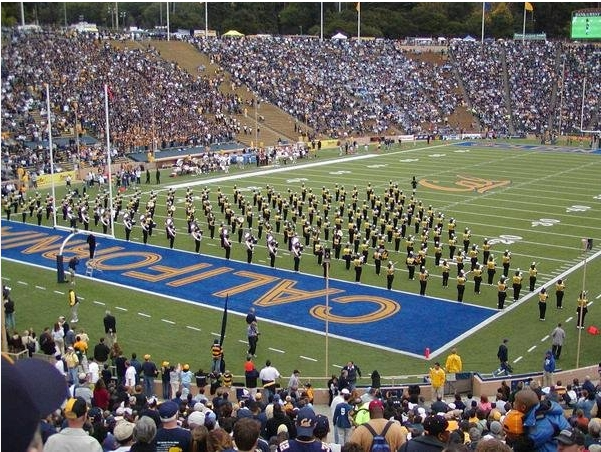
La fanfare lors d'un match en 2004.

  - Nom : California Memorial Stadium
  - Inauguration : 1923
  - Capacité : 73 347
  - Surface de jeu : pelouse artificielle (Fieldturf)
  - Lieu : Berkeley, Californie

- Conférences :
  - Atlantic Coast Conference (dès 2024)
  - Pacific-12 Conference (1916–2023)
    - Pacific Coast Conference (en) (1916–1958)
    - Athletic Association of Western Universities (1959–1967)
    - Pacific-8 Conference (1968–1977)
    - Pacific-10 Conference (1978–2010)
    - Pacific-12 Conference (2011–2023), Division North (2011-2021)

  - Indépendants (1886–1887, 1889–1905, 1915)
  - De 1906 à 1914, le programme de football américain est arrêté et est remplacé par celui de rugby en tant qu'équipe inde-épendante.

- Internet :
  - Nom site Web : CalBears.com
  - URL : https://calbears.com/sports/football

- Bilan des matchs :
  - Victoires : 692 (54,7%)
  - Défaites : 569
  - Nuls : 51

- Bilan des Bowls :
  - Victoires : 12 (50%)
  - Défaites : 12
  - Nul : 1

- College Football Playoff : -

- Titres :
  - Titre national : 0

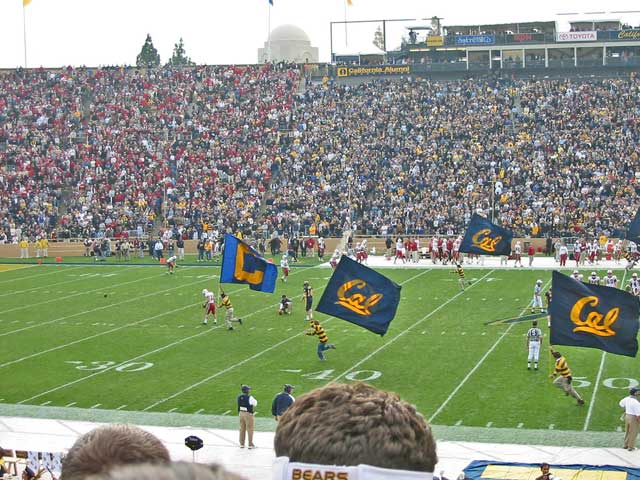
Jour de match au California Memorial Stadium

  - Titre réclamé par l'université : 5 (1920, 1921, 1922, 1923, 1937)
  - Titre de conférence : 14
  - Titre de division : 0

- Joueurs :
  - Vainqueur du Trophée Heisman : 0
  - Sélectionné All-American : 27

- Hymne : Fight for California
- Mascotte : Oski (en)
- Fanfare : University of California Marching Band (en)

- Rivalités :
  - Cardinal de Stanford (en) ;
  - Bruins de l'UCLA (en) ;
  - Trojans de l'USC.

### Palmarès

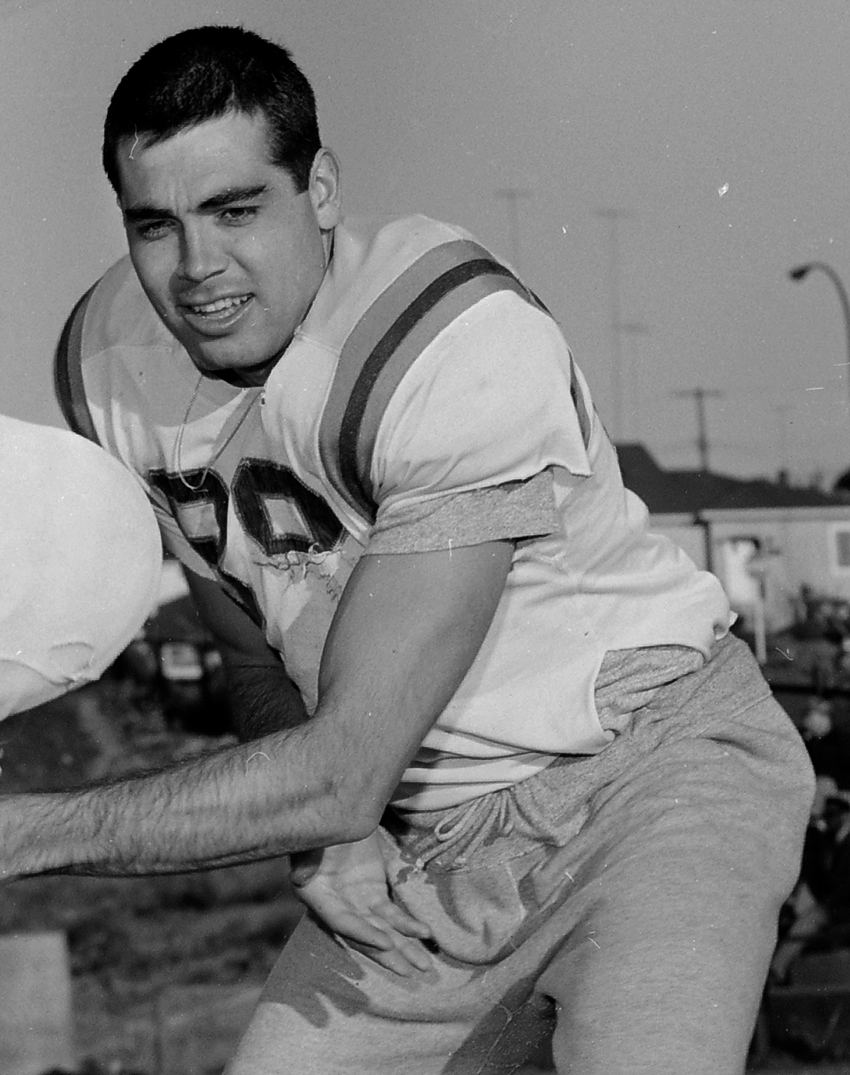
Le quarterback Joe Kapp remportant le titre 1958 de la Pacific Coast Conference. Il est le seul QB à avoir joué un Super Bowl, un Rose Bowl et la Coupe Grey.

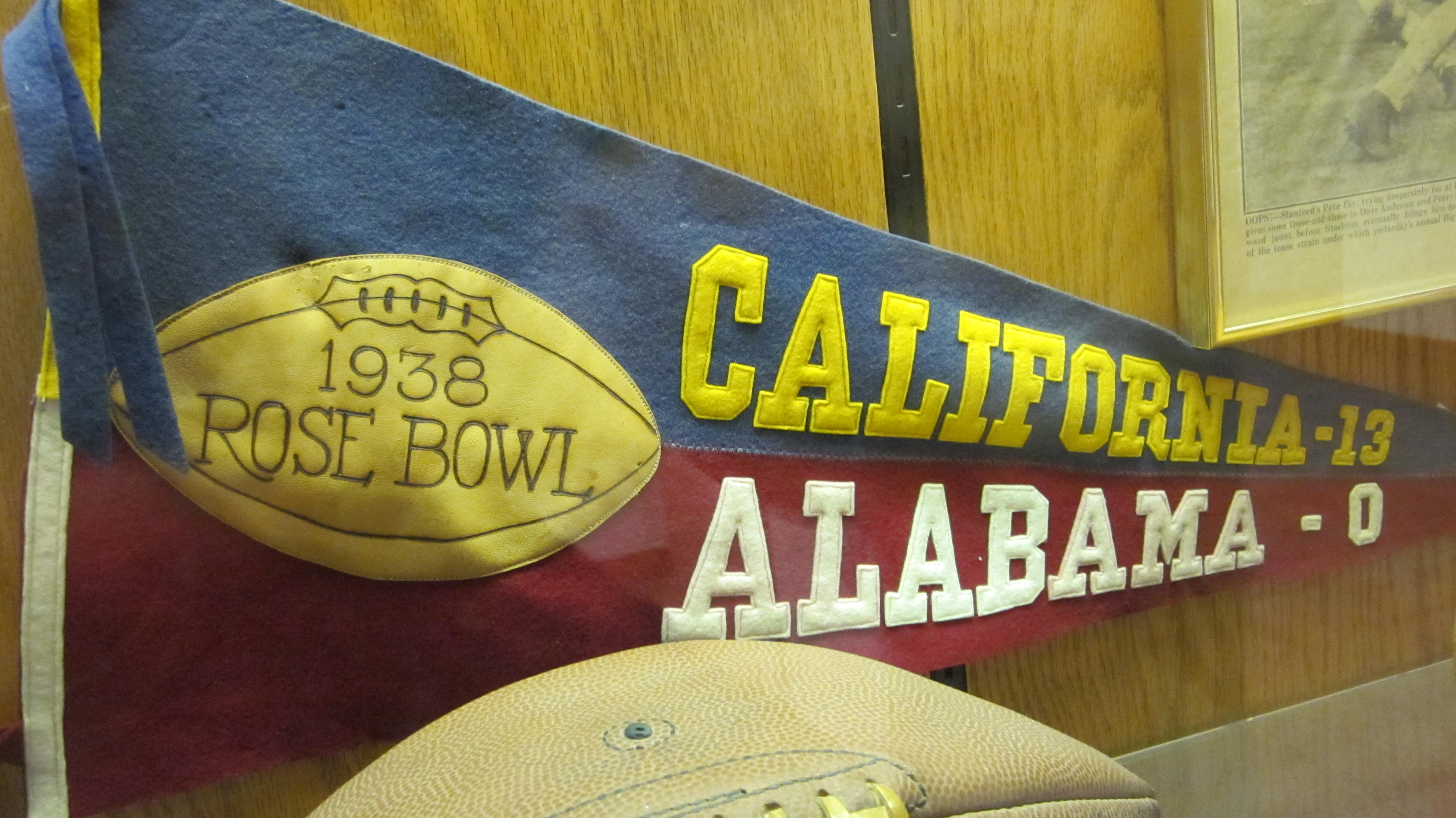
Fagnon du Rose Bowl 1938.

- Titres nationaux :

Selon certaines agences de sélection, California a remporté cinq titres de champion national (1920, 1921, 1922, 1923, 1937),, lesquels sont réclamés par l'université.
| Saison | Entraîneur   | Agence de sélection                                                                               | Bilan  | Bowl      | Adversaire             | Résultat  |
| ------ | ------------ | ------------------------------------------------------------------------------------------------- | ------ | --------- | ---------------------- | --------- |
| 1920   | Andy Smith   | Football Research, Helms, Houlgate National Championship Foundation, Sagarin, Sagarin (ELO-Chess) | 9–0–0  | Rose Bowl | Ohio State             | G, 28 - 0 |
| 1921   | Andy Smith   | Billingsley MOV, Boand, Football Research, Sagarin, Sagarin (ELO-Chess)                           | 9–0–1  | Rose Bowl | Washington & Jefferson | N, 00 - 0 |
| 1922   | Andy Smith   | Billingsley MOV, Houlgate, NCF, Sagarin                                                           | 9–0–0  | -         | -                      | -         |
| 1923   | Andy Smith   | Houlgate                                                                                          | 9–0–1  | -         | -                      | -         |
| 1937   | Stub Allison | Dunkel, Helms                                                                                     | 10–0–1 | Rose Bowl | Alabama                | G, 13 - 2 |
- Champions de conférence :

California a remporté 14 titres de conférence depuis 1916.
| Saison 041E42 | Conférence | Entraîneur         | Bilan global | Bilan de conférence |
| ------------- | ---------- | ------------------ | ------------ | ------------------- |
| 1918          | PCC (en)   | Andy Smith (en)    | 2–0          | 7–2                 |
| 1920          | PCC (en)   | Andy Smith (en)    | 3–0          | 9–0–0               |
| 1921          | PCC (en)   | Andy Smith (en)    | 4–0          | 9–0–1               |
| 1922          | PCC (en)   | Andy Smith (en)    | 4–0          | 9–0–0               |
| 1923          | PCC (en)   | Andy Smith (en)    | 5–0          | 9–0–1               |
| 1935†         | PCC (en)   | Stub Allison (en)  | 4–1          | 9–1                 |
| 1937          | PCC (en)   | Stub Allison (en)  | 6–0–1        | 10–0–1              |
| 1938†         | PCC (en)   | Stub Allison (en)  | 6–1          | 10–1–0              |
| 1948†         | PCC (en)   | Pappy Waldorf (en) | 6–0          | 10–1                |
| 1949          | PCC (en)   | Pappy Waldorf (en) | 7–0          | 10–1                |
| 1950          | PCC (en)   | Pappy Waldorf (en) | 5–0–1        | 9–1–1               |
| 1958          | PCC (en)   | Pete Elliott (en)  | 6–1          | 7–4                 |
| 1975†         | Pac-8      | Mike White (en)    | 6–1          | 8–3                 |
| 2006†         | Pac-10     | Jeff Tedford (en)  | 7–2          | 10–3                |
† Co-champions
- Bowls

California a participé à 24 bowls affichant un bilan fin 2023 de 12 victoires, 11 défaites et 1 nul.
| Saison | Entraîneur       | Bowl                   | Adversaire                           | Résultat |
| ------ | ---------------- | ---------------------- | ------------------------------------ | -------- |
| 1920   | Andy Smith       | Rose Bowl 1921         | Buckeyes d'Ohio State                | G 28–0   |
| 1921   | Andy Smith       | Rose Bowl 1922         | Presidents de Washington & Jefferson | N 00–0   |
| 1928   | Nibs Price       | Rose Bowl 1922         | Golden Tornado de Georgia Tech       | P, 07–08 |
| 1937   | Stub Allison     | Rose Bowl 1922         | Crimson Tide de l'Alabama            | G 13–0   |
| 1948   | Pappy Waldorf    | Rose Bowl 1922         | Wildcats de Northwestern             | P, 14–20 |
| 1949   | Pappy Waldorf    | Rose Bowl 1950         | Buckeyes d'Ohio State                | P, 14–17 |
| 1950   | Pappy Waldorf    | Rose Bowl 1951         | Wolverines du Michigan               | P, 06–14 |
| 1958   | Pete Elliott     | Rose Bowl 1959         | Hawkeyes de l'Iowa                   | P, 12–38 |
| 1979   | Roger Theder     | Garden State Bowl 1979 | Owls de Temple                       | P, 17–28 |
| 1990   | Bruce Snyder     | Copper Bowl 1990       | Cowboys du Wyoming                   | G 17–15  |
| 1991   | Bruce Snyder     | Citrus Bowl 1992       | Tigers de Clemson                    | G 37–13  |
| 1993   | Keith Gilbertson | Alamo Bowl 1993        | Hawkeyes de l'Iowa                   | G 37–03  |
| 1996   | Steve Mariucci   | Aloha Bowl 1996        | Midshipmen de la Navy                | P, 38–42 |
| 2003   | Jeff Tedford     | Insight Bowl 2003      | Hokies de Virginia Tech              | G 52–49  |
| 2004   | Jeff Tedford     | Holiday Bowl 2004      | Red Raiders de Texas Tech            | P, 31–45 |
| 2005   | Jeff Tedford     | Las Vegas Bowl 2005    | Cougars de BYU                       | G 35–28  |
| 2006   | Jeff Tedford     | Holiday Bowl 2006      | Aggies de Texas A&M                  | G 45–10  |
| 2007   | Jeff Tedford     | Armed Forces Bowl 2007 | Falcons de l'Air Force               | G 42–36  |
| 2008   | Jeff Tedford     | Emerald Bowl 2008      | Hurricanes de Miami                  | G 24–17  |
| 2009   | Jeff Tedford     | Poinsettia Bowl 2009   | Utes de l'Utah                       | P, 27–37 |
| 2011   | Jeff Tedford     | Holiday Bowl 2011      | Longhorns du Texas                   | P, 10–21 |
| 2015   | Sonny Dykes      | Armed Forces Bowl 2015 | Falcons de l'Air Force               | G 55–36  |
| 2018   | Justin Wilcox    | Cheez-It Bowl 2018     | Horned Frogs de TCU                  | P, 07–10 |
| 2019   | Justin Wilcox    | Redbox Bowl 2019       | Fighting Illini de l'Illinois        | G 35–20  |
| 2023   | Justin Wilcox    | Independence Bowl 2023 | Red Raiders de Texas Tech            | P, 14–34 |

### Rivalités
Dernière mise à jour après la saison 2023

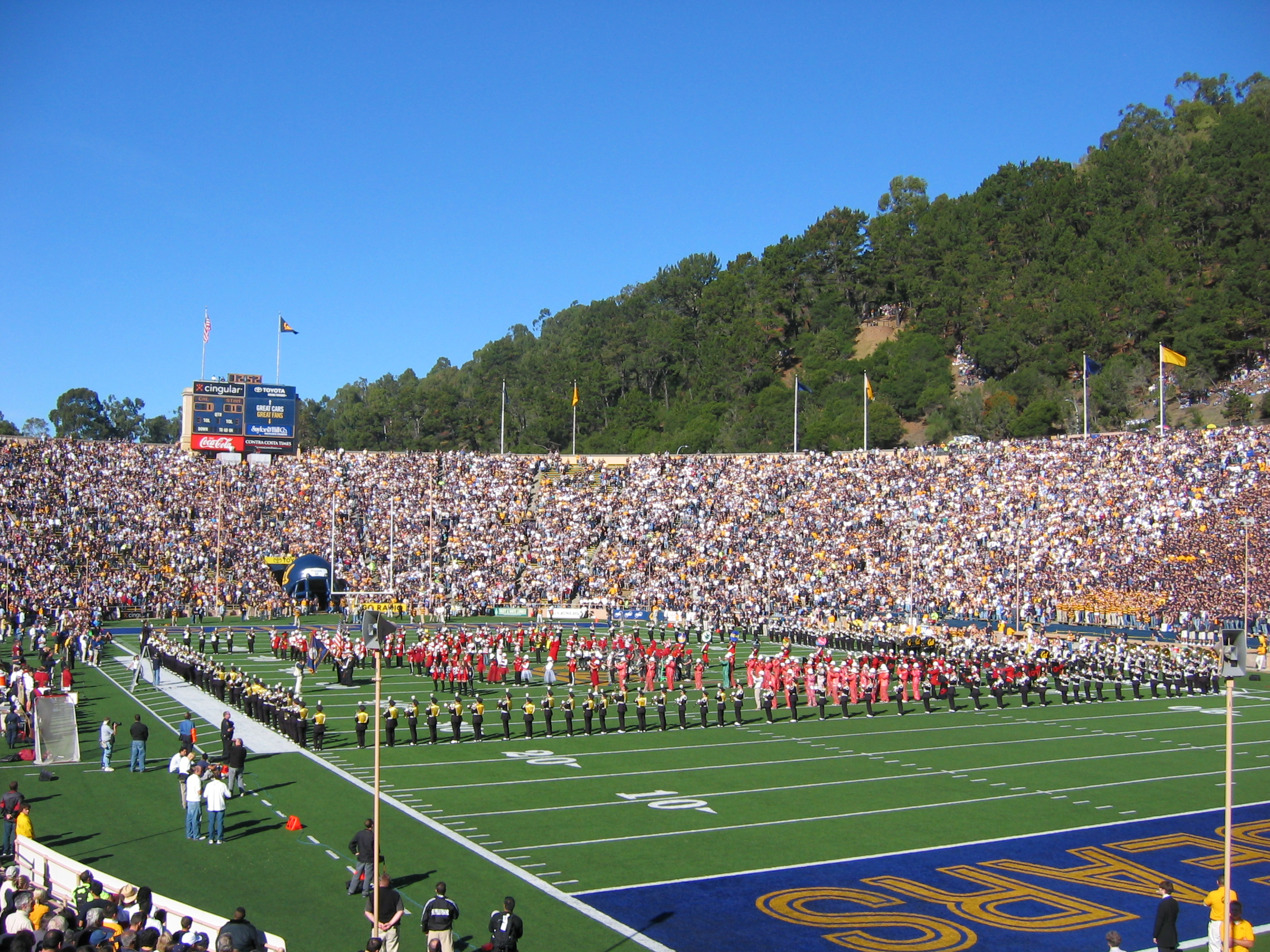
Big Game 2004 entre Cal et Stanford.

| Équipe rivale FFC72C | Surnom de l'événement | Nom du Trophée | Bilan des Golden Bears | Bilan des Golden Bears | Bilan des Golden Bears | Bilan des Golden Bears | Bilan des Golden Bears | Premier match | Dernier match |
| -------------------- | --------------------- | -------------- | ---------------------- | ---------------------- | ---------------------- | ---------------------- | ---------------------- | ------------- | ------------- |
| Équipe rivale FFC72C | Surnom de l'événement | Nom du Trophée | Nb.                    | V.                     | D.                     | N.                     | %                      | Premier match | Dernier match |
| Cardinal de Stanford | Big Game (en)         | -              | 126                    | 53                     | 66                     | 11                     | 45,0                   | 1892          | 2023          |
| Bruins de l'UCLA     | -                     | -              | 94                     | 35                     | 57                     | 1                      | 32,2                   | 1933          | 2023          |
| Trojans de l'USC     | The Weekender         | -              | 103                    | 27                     | 72                     | 4                      | 28,2                   | 1922          | 2023          |

### Le stade
Le California Memorial Stadium a été construit pour honorer les anciens élèves de Berkeley, les étudiants et autres Californiens décédés pendant la Première Guerre mondiale. Il est érigé sur le modèle du Colisée de Rome. Diverses publications l'on désigné comme l'un des meilleurs stades de football universitaire et il est également repris dans le registre national des lieux historiques aux États-Unis,,. Le stade est situé sur la faille de Hayward, qui passe directement sous le terrain, presque d'un poteau de but à l'autre. Une étude de sécurité sismique réalisée en 1998 sur le campus californien a attribué au stade une note « médiocre » (ce qui signifie que le bâtiment représente un « danger de mort appréciable » en cas de tremblement de terre). La rénovation a débuté à l'été 2010 et s'est achevée au début de la saison 2012.

### Identité visuelle

Un des logos des Golden Bears.
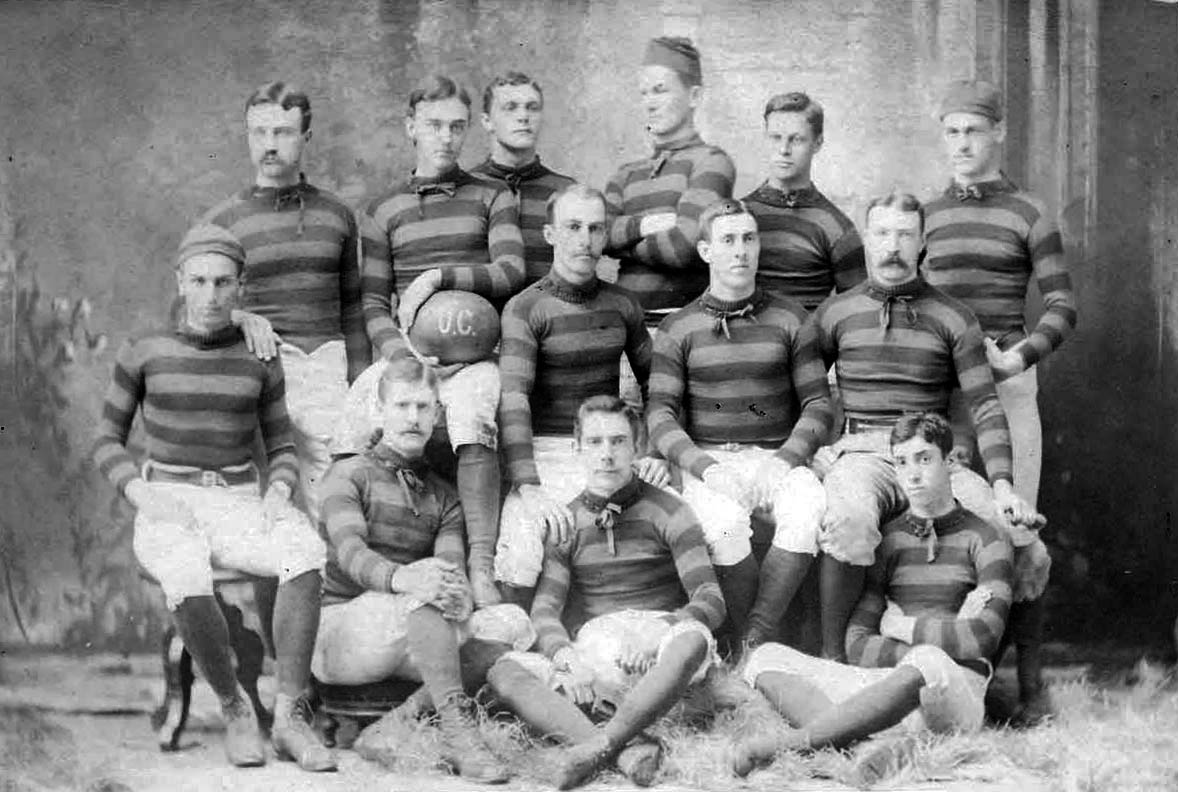
L'équipe de 1886, l'une des premières équipes sportive alignées par l'Université de Californie
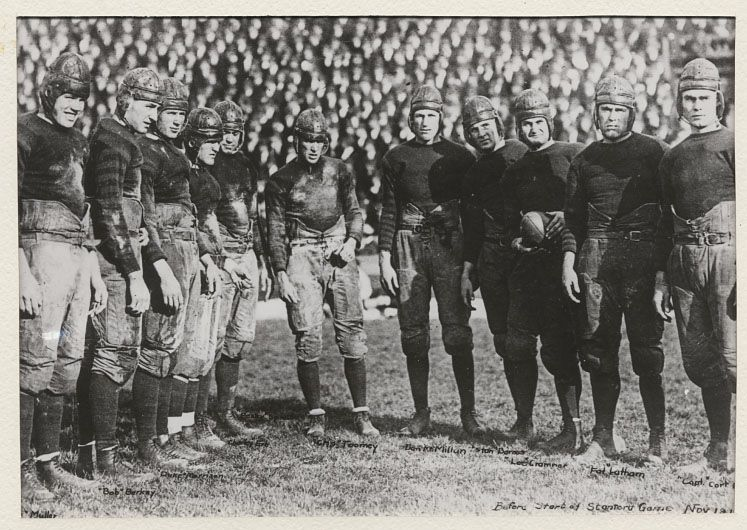
La ''Wonder Team'' de 1920 (en).
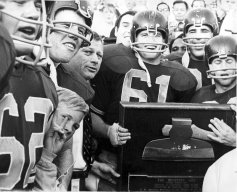
Ray Willsey et l'équipe de 1967 célébrant une victoire lors d'un Big Game.
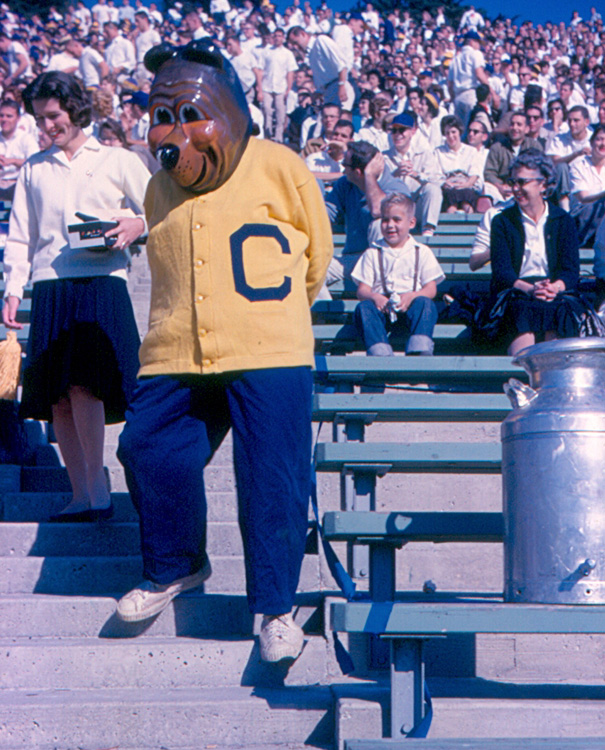
La mascotte Oski en 1961.
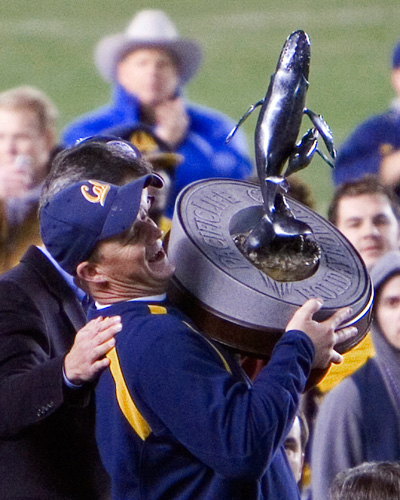
L'entraîneur principal Tedford soulevant le trophée du Holiday Bowl 2006.
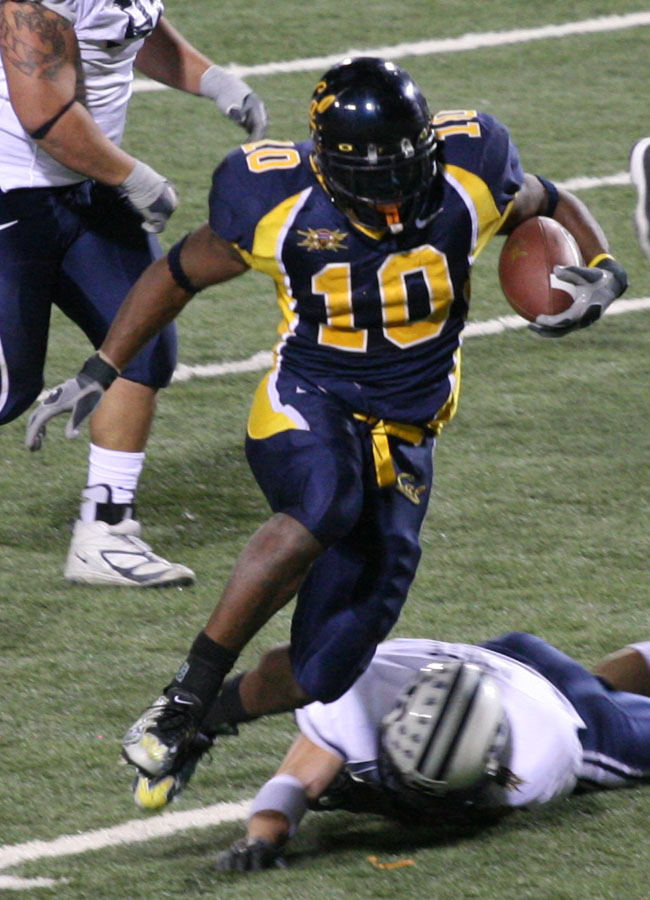
Le RB Marshawn Lynch lors du Las Vegas Bowl 2005.
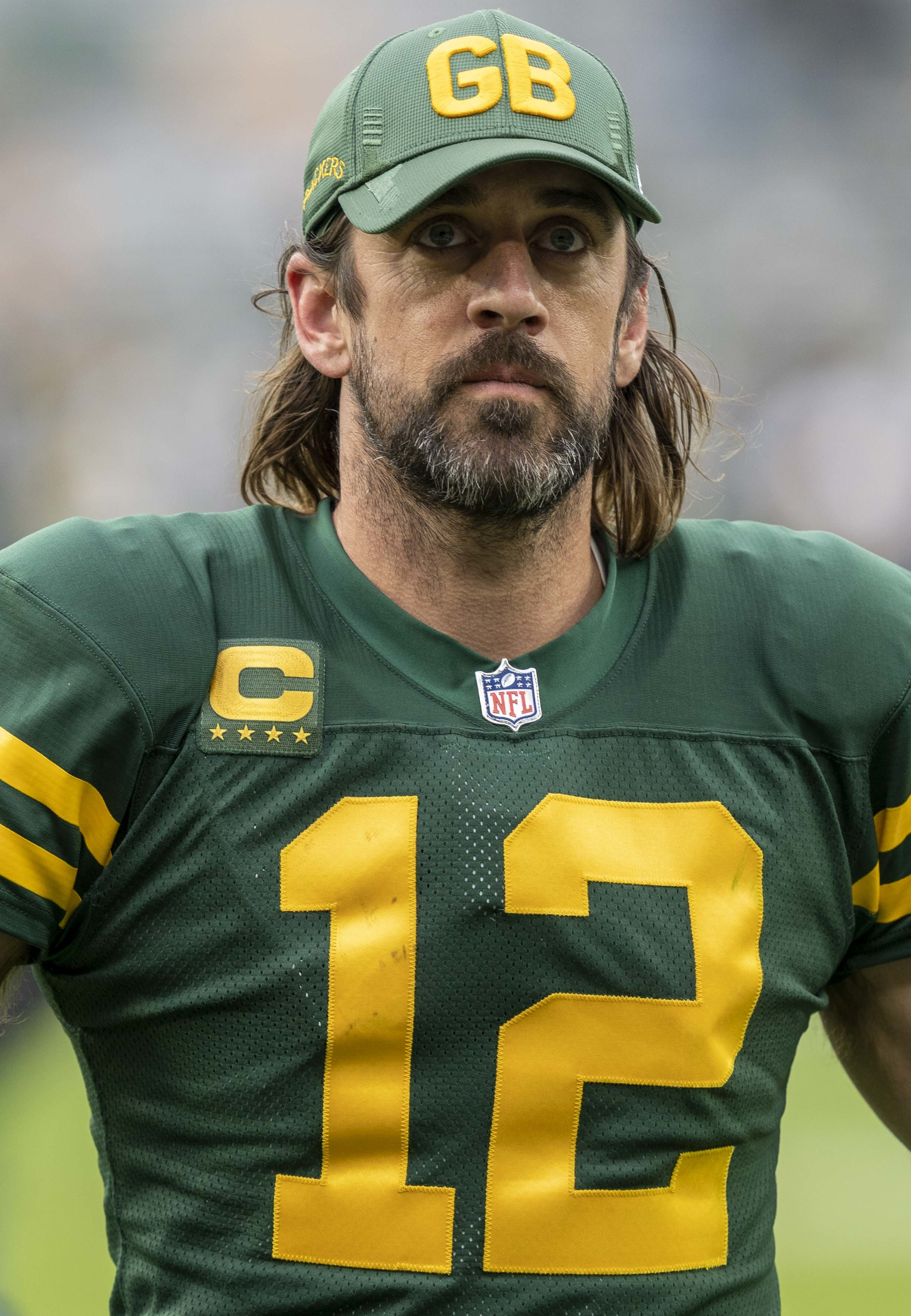
Le QB Aaron Rodgers joueur à California en 2003 et 2004.
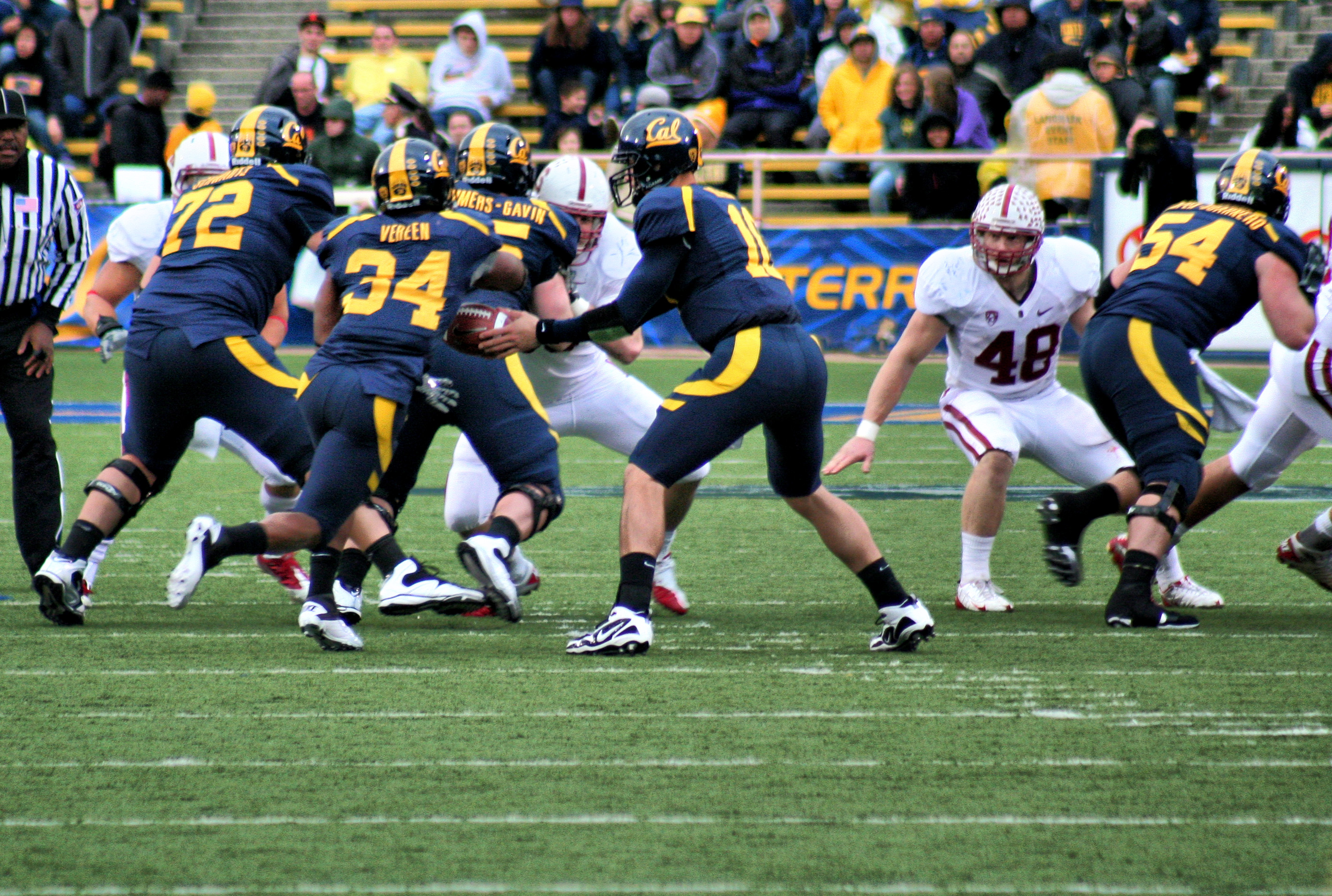
Big Game de 2010.
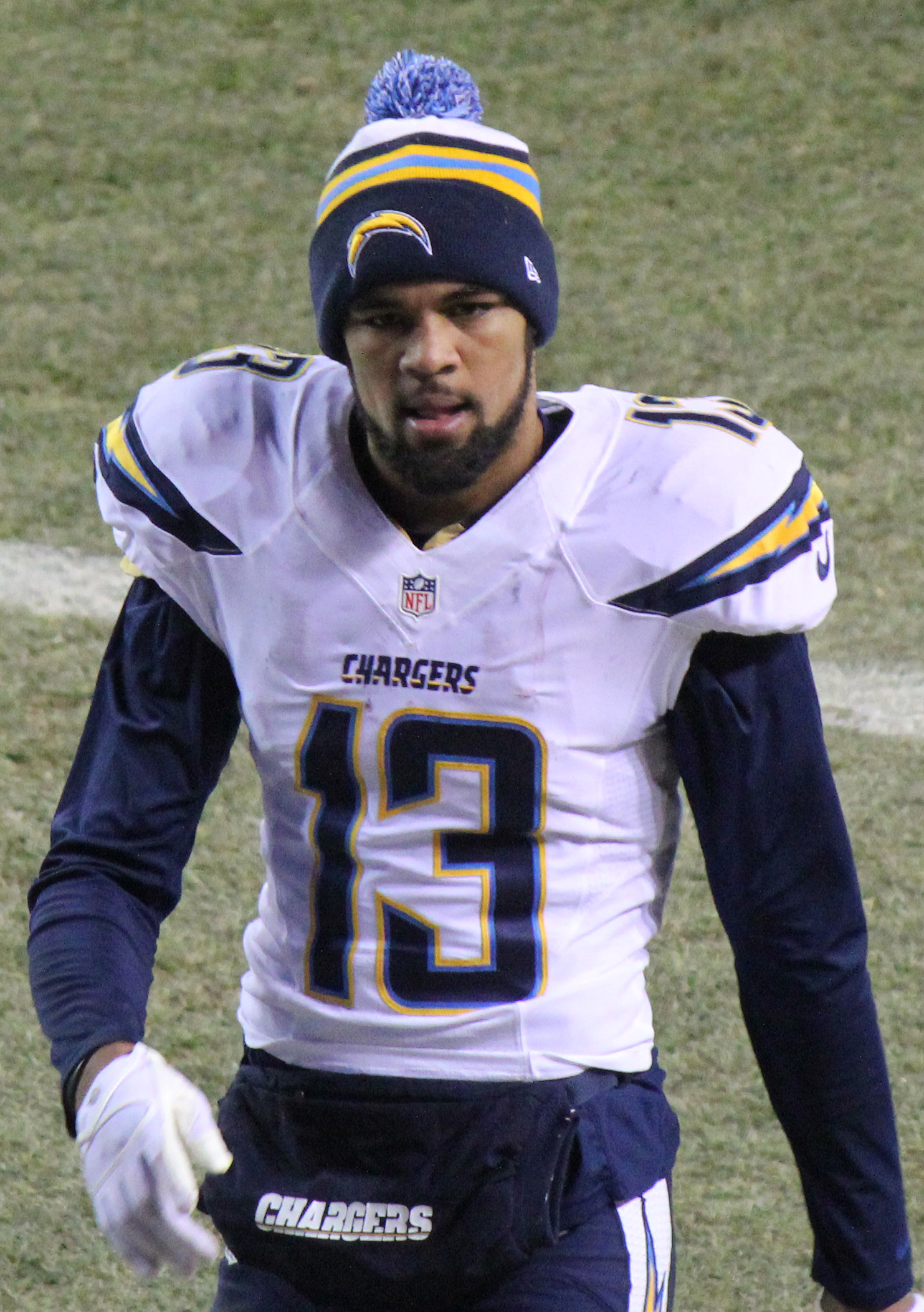
Le WR Keenan Allen ancien Golden Bear.

## Autres sports

### Basket-ball
L'équipe de basket-ball commença ses activités en 1907. Elle fut championne nationale en 1959 et compte trois présences au Final Four : 1946, 1959 et 1960. Les basketteurs jouent leurs matchs à domicile au Haas Pavilion, salle de 11 877 places inaugurée en 1999.

### Baseball
L'équipe de baseball remporte le titre national en 1947 et 1957. L'équipe dispute ses matchs à domicile au Evans Diamond, enceinte de 2500 places inaugurée en 1923.

### Rugby à XV
L'équipe de rugby à XV est de loin la plus fameuse des États-Unis avec 26 titres nationaux gagnés depuis 1980, date de mise en place d'un championnat universitaire national non reconnu par la NCAA : 1980, 1981, 1982, 1983, 1985, 1986, 1988, 1991, 1992, 1993, 1994, 1995, 1996, 1997, 1998, 1999, 2000, 2001, 2002, 2004, 2005, 2006, 2007, 2008, 2010 et 2011. La pratique du rugby à XV est très ancienne à Cal, en effet, celle-ci remonte à 1882 ce qui en fait le plus ancien sport pratiqué dans cette université. Durant cette période, seulement 6 entraîneurs se sont succédé à la tête de l'équipe. L'entraîneur actuel, Jack Clark, est en poste depuis 1984. Néanmoins, la concurrence frontale avec le football américain, qui est le sport le plus populaire, a toujours fait de l'ombre à la pratique du rugby.

### Palmarès autres sports

#### Équipes masculines
- Athlétisme (en extérieur) : 1 titre par équipe (1922) ;
- Aviron : 19 titres par équipe en Intercollegiate Rowing Association (en) (1928, 1932, 1934, 1935, 1939, 1949, 1960, 1961, 1964, 1976, 1999-2002, 2006, 2010, 2016, 2022, 2023) ;
- Baseball : 2 titres NCAA (1947, 1957) ;
- Basket-ball : 1 titre NCAA (1959);
- Golf : 1 titre par équipe (2004) ;
- Gymnastique : 4 titres par équipe (1968, 1975, 1997, 1998) ;
- Natation/Plongeon : 8 titres par équipe (1979, 1980, 2011, 2012, 2014, 2019, 2022, 2023;
- Rugby à XV : 27 titres en United States of America Rugby Football Union (1980-1983, 1985, 1986, 1988, 1991-2011, 2013-2019, 2022,2023) ;
- Tennis : 1 titre en double (Doug Eisenman et Matt Lucena en 1990) ;
- Water-polo : 17 titres (1973-1975, 1977, 1983, 1984, 1986-1992, 2006, 2007, 2016, 2023).

#### Équipes féminines
- Aviron : 4 titres par équipe en Intercollegiate Rowing Association (en) (2005, 2006, 2016, 2018) ;
- Natation : 4 titres par équipe (2009, 2011, 2012, 2015) ;
- Softball : 1 titre (2002).